# Сергеева, Анастасия Валентиновна
Анастасия Валентиновна Сергеева (род. 28 апреля 2003, Санкт-Петербург) — российская гимнастка, мастер спорта международного класса, член сборной команды России.

## Достижения
- Чемпионка Европы в командном зачёте (2018).
- Многократная победительница и призёр всероссийских и международных турниров.
- Серябрянный призёр чемпионата России .
- Спортивные результаты Чемпионат Европы 2018 среди юниоров — золото (команда).
- Aeon Cup 2017 — золото (команда), золото (многоборье, юниоры).
- Aeon Cup 2018 — золото (команда), золото (многоборье, юниоры).
- Отбор на ЮОИ 2018 — золото (многоборье).
- Чемпионат России 2019 — серебро (команда С-П).
- Первенство России 2017 — бронза (команда Санкт-Петербург), бронза (мяч).
- Первенство России 2018 — серебро (обруч, мяч).
- Спартакиада учащихся 2017 — серебро (многоборье), серебро (команда).
- МТ «Кубок Ирины Делеану» 2016 (юниоры) — серебро (команда), серебро (булавы).
- МТ «Luxembourg Trophy» 2016 юниоры — золото (команда), золото (скакалка).
- МТ «Alina Cup» 2017 среди юниоров — серебро (многоборье).
- МТ юниоров Марбелья 2017 — серебро (многоборье, команда), золото (булавы, лента), серебро (мяч), бронза (обруч).
- МТ «Happy Caravan» 2017 среди юниоров — золото (команда), золото (обруч), бронза (лента).
- МТ «Холон» 2017 среди юниоров — золото (команда), золото (обруч).
- МТ «Кубок Софии» 2018 среди юниоров — золото (команда), серебро (лента).
- МТ «AGF Junior Trophy» 2018 — золото (команда).
- МТ «Хрустальная роза» 2018 — золото (команда), золото (многоборье), золото (лента).
- МТ «Korea Cup Samdasoo» 2019 — серебро (булавы, лента).